# Kretzschau
Kretzschau ist eine Gemeinde im Burgenlandkreis in Sachsen-Anhalt. Sie gehört der Verbandsgemeinde Droyßiger-Zeitzer Forst an, die ihren Verwaltungssitz in der Gemeinde Droyßig hat.

## Geografie

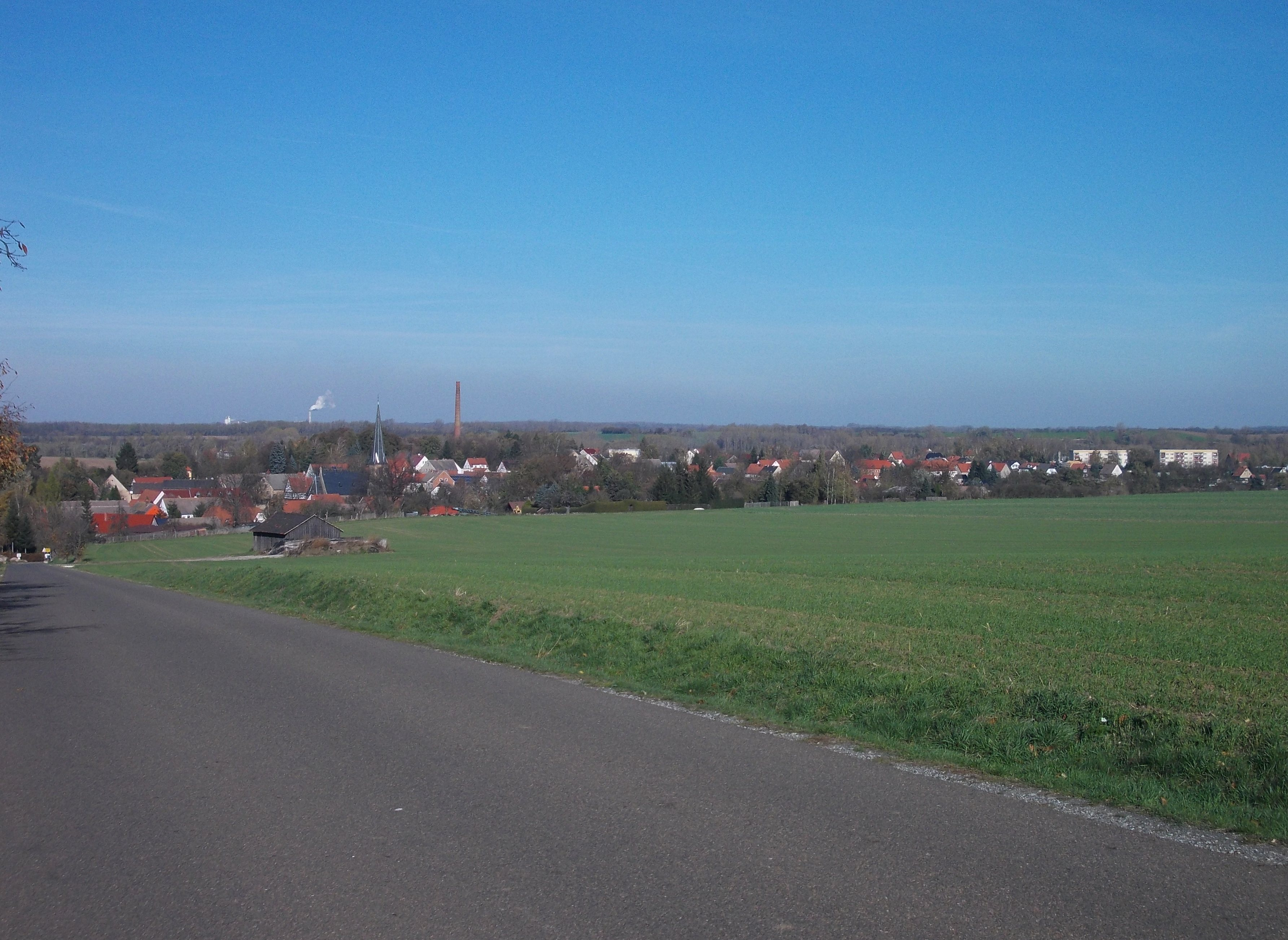
Kretzschau von Südwesten

Kretzschau liegt westlich von Zeitz.
Zu Kretzschau gehören die Ortsteile
- Döschwitz
- Gladitz
- Grana
- Hollsteitz
- Kirchsteitz
- Kleinosida
- Mannsdorf
- Näthern
- Salsitz

## Geschichte
Erstmals urkundlich erwähnt wurde Kretzschau im Jahre 1004, als der Zeitzer Bischof Hildewart die ehemaligen Merseburger Dörfer auf Wunsch König Heinrichs II. an den Merseburger Bischof zurückgab. Als Ausgleich erhielt Hildewart die Dörfer Croziwa (Kretzschau), Gribna und Grodischau. Die Namen Croziwa, Krautschonwe, Crotzschow, Kretzschwehe sind bis heute im Volksmund erhalten. Zahlreiche Kriege und verheerende Feuerbrünste führten zu großen Verlusten an Menschen und materiellen Gütern. Zum Pfarrdorf Kretzschau gehören das eingepfarrte Dorf Groitzschen und das Örtchen Näthern.
Ein Teil des heutigen Ortes lag bis 1792 im kursächsischen Amt Haynsburg.
Kretzschau und Groitzschen hatten eine rein bäuerliche Bevölkerung. In der zweiten Hälfte des 19. Jahrhunderts begann die Entwicklung zum Industriedorf, nachdem in der Umgebung reiche Braunkohlefelder festgestellt worden waren. 1890 wurden in Groitzschen mächtige Kohleflöze abgebaut.
Eingemeindungen
Die ehemaligen Gemeinden Grana und Döschwitz wurden am 1. Januar 2010 in die Gemeinde Kretzschau eingegliedert.

## Gedenkstätte
Gegenüber der Grundschule in der Hauptstraße wurde 1961 von den Einwohnern im Rahmen des Nationalen Aufbauwerkes eine Gedenkstätte für den KPD-Vorsitzenden Ernst Thälmann errichtet, der 1944 im KZ Buchenwald ermordet wurde.

## Politik

### Gemeinderat
Der Gemeinderat von Kretzschau setzt sich aus 14+1 Ratsmitgliedern zusammen.

### Bürgermeister
Die ehrenamtliche Bürgermeisterin Gertraud Dürholt wurde erstmals am 17. Februar 2008 gewählt. Ihr folgte bei der Bildung der Verbandsgemeinde am 1. Januar 2010 Eckard Osang, der 2009 gewählt wurde. Seit Juli 2014 ist Anemone Just Bürgermeisterin der Gemeinde Kretzschau.

### Wappen, Flagge, Dienstsiegel
Am 4. November 2015 erteilte der Landrat des Burgenlandkreises der Gemeinde Kretzschau die Genehmigung zum Führen eines Wappens und einer Flagge. Der Entwurf für Wappen, Flagge und Dienstsiegel stammt vom Magdeburger Kommunalheraldiker Jörg Mantzsch.
| Wappen von Kretzschau | Blasonierung: „In von zehn schwarzen Perlen belegtem goldenen Bord, über grünem Schildfuß mit drei rechteckigen goldenen Steinen (2:1), von Silber und Blau gespalten, vorn eine an schwarzer Stange rankende grüne Hopfenpflanze, hinten eine silberne Zuckerrübe mit goldenen Blättern.“                 |
| Wappen von Kretzschau | Wappenbegründung: Rübe und Hopfen symbolisieren die über viele Generationen betriebene landwirtschaftliche Erwerbstätigkeit bzw. die Zuckerfabrik, während die drei rechteckigen Steine im Schildfuß auf den Sandsteinabbau hinweisen. Die zehn Perlen im Bord stehen für die zehn Ortsteile der Gemeinde. |

Flaggenbeschreibung
„Die Flagge ist blau-weiß (1:1) gestreift (Querform: Streifen waagerecht verlaufend, Längsform: Streifen senkrecht verlaufend) und mittig mit dem Gemeindewappen belegt.“
Dienstsiegel
Das Dienstsiegel zeigt die Umschrift „Gemeinde Kretzschau“, eine Unterscheidungsziffer und als Siegelbild das Gemeindewappen.

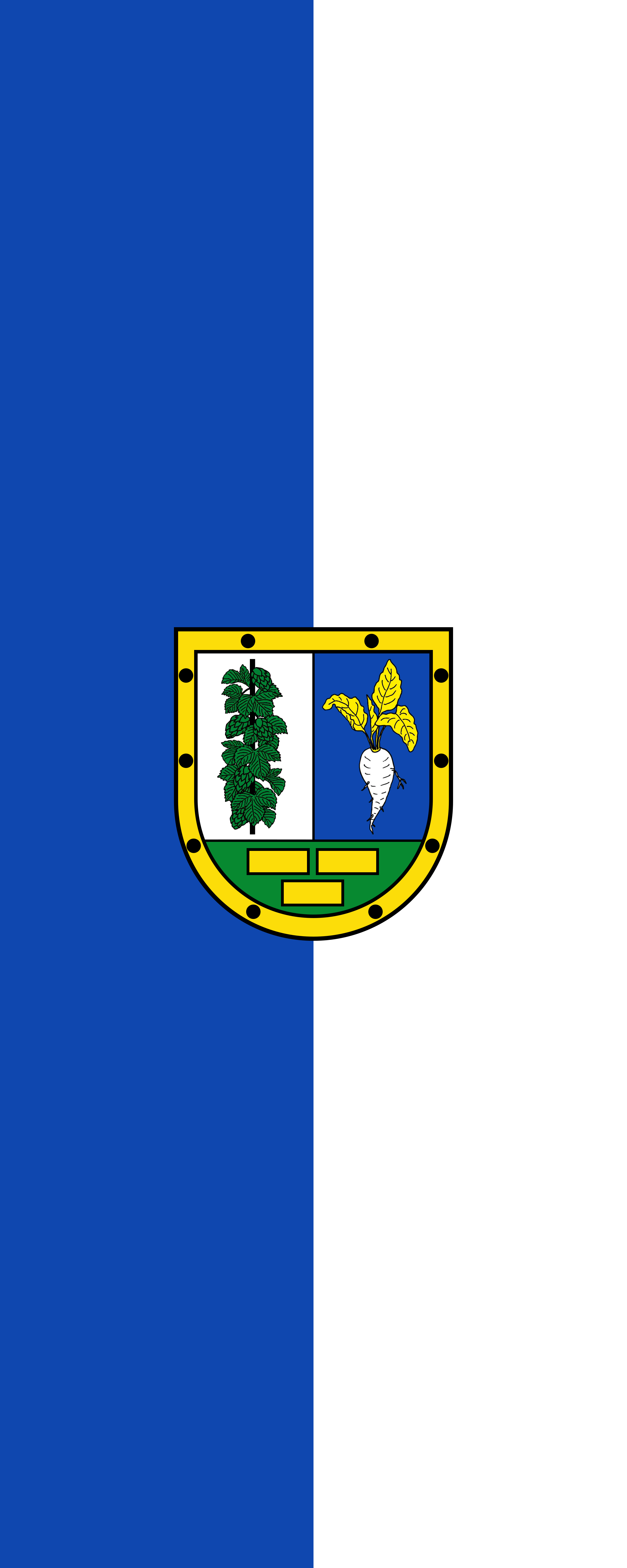
Banner
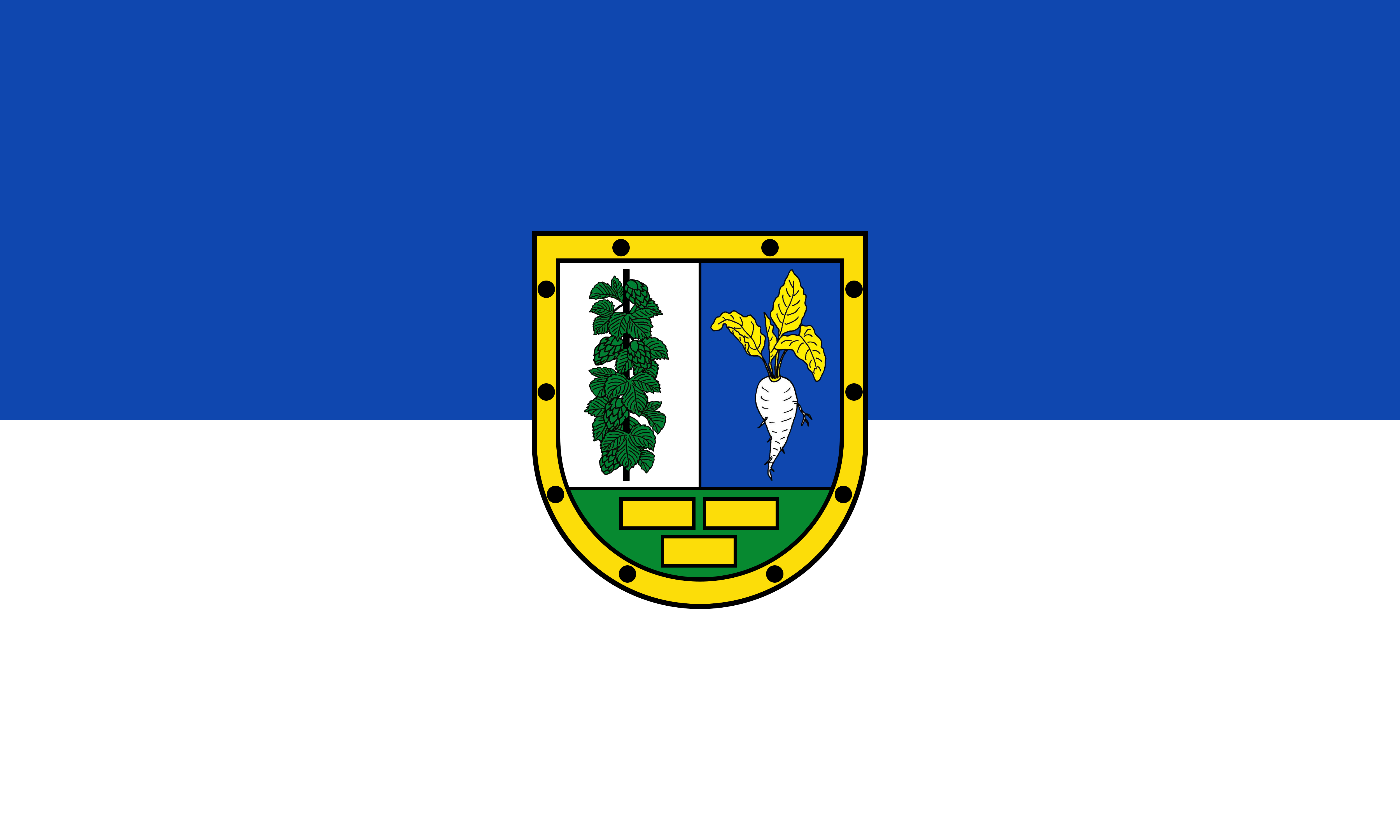
Hissflagge
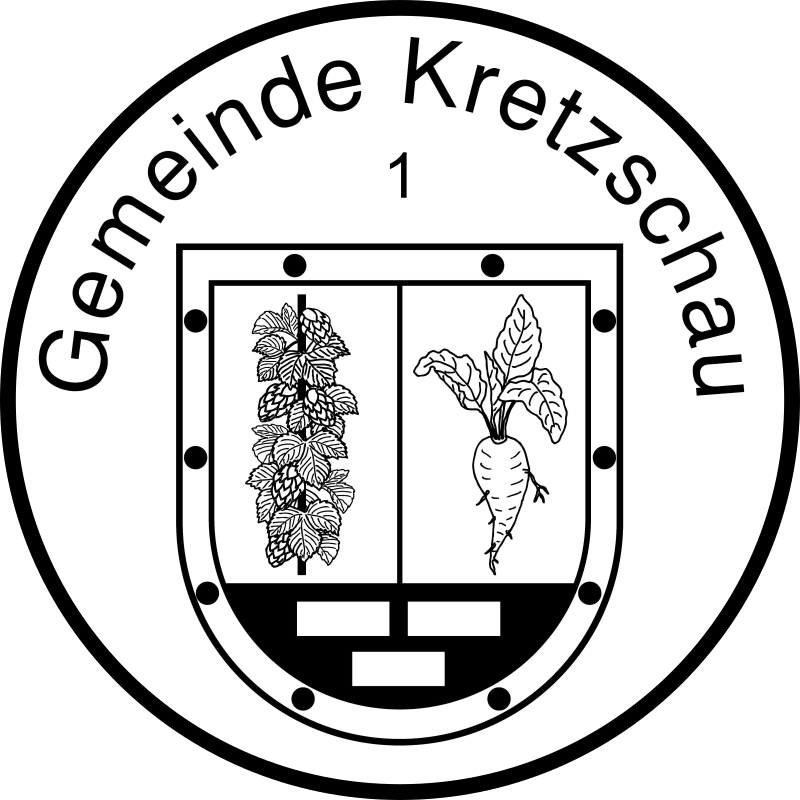
Dienstsiegel

## Kultur und Sehenswürdigkeiten
- Park Hollsteitz
- Elster-Radweg
- Weinroute an der Weißen Elster

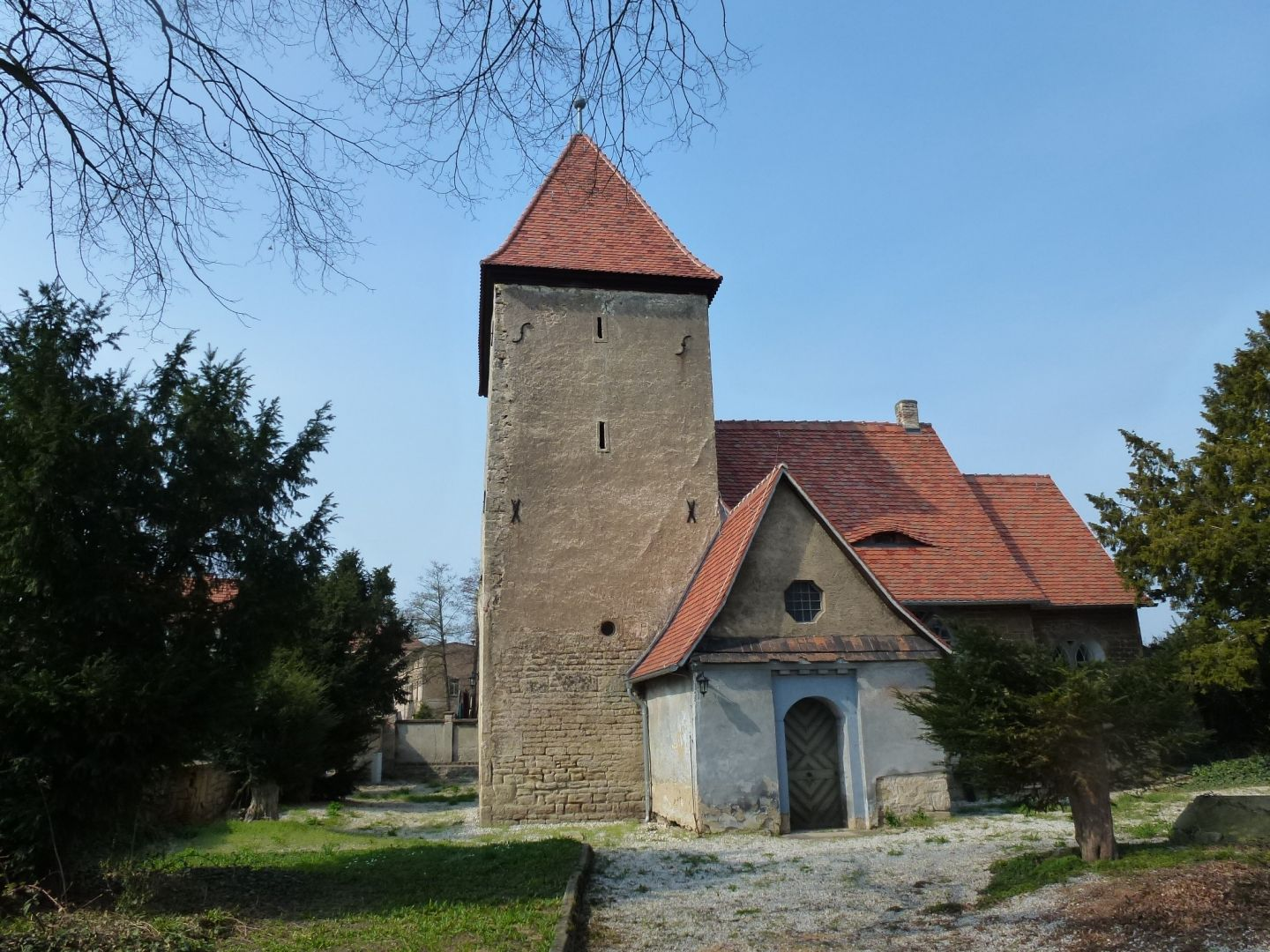
Romanische Kirche in Salsitz

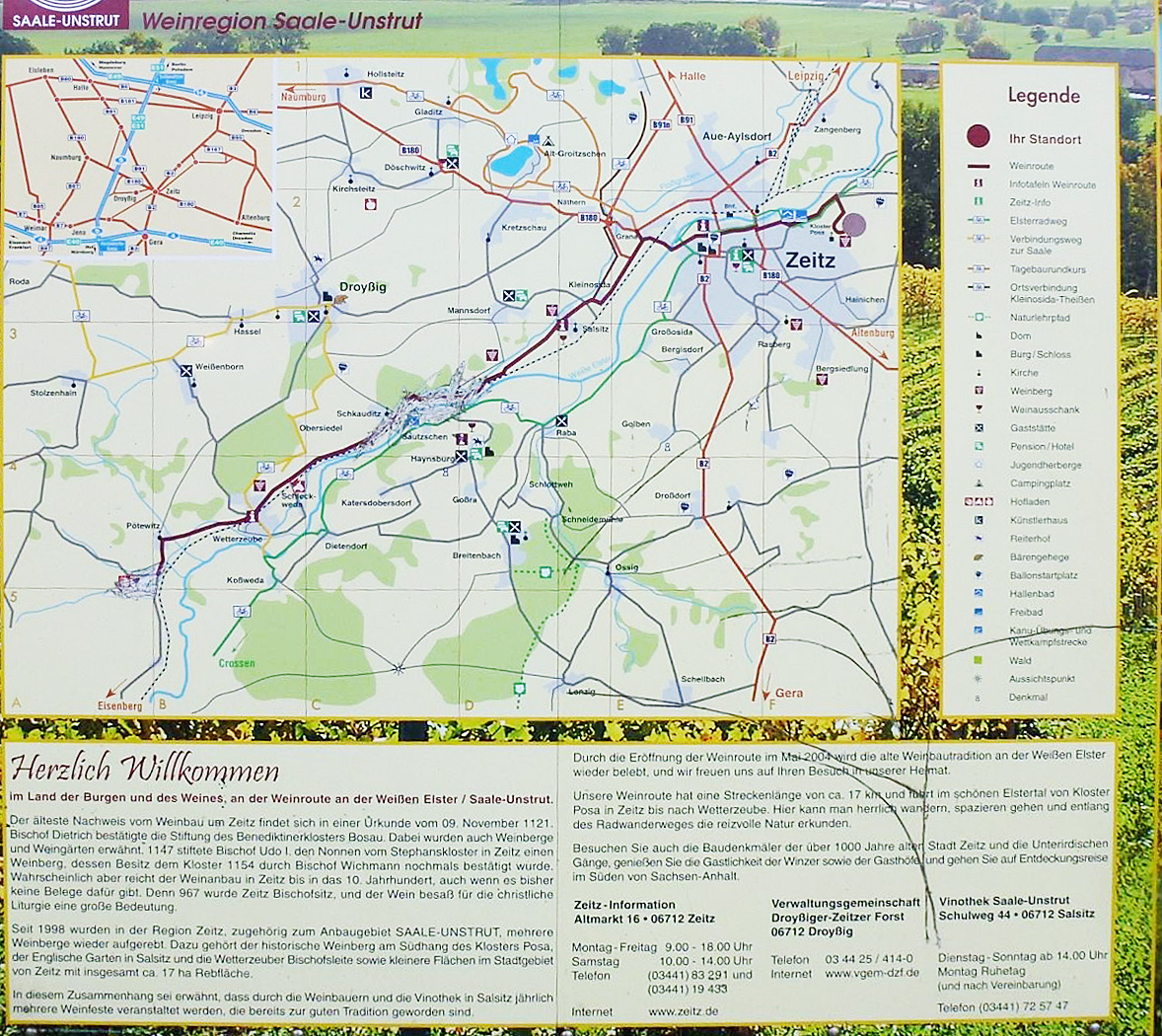
Infotafel zur Weinroute

- Kretzschauer See mit Jugendherberge Burgenland; zahlreiche Wanderwege
- Rittergut Gladitz: heute Vereins- und Bürgerhaus
- Heimatstube in Gladitz (im Bürgerhaus)
- Kirchen Salsitz, Kretzschau, Hollsteitz, Kirchsteitz, Gladitz, Döschwitz
- Künstlerhaus Hollsteitz
- Wildgehege Kirchsteitz

## Freizeit
Gastronomische Einrichtungen sind im Gewerbegebiet „Einkaufspark am Floßgraben“ vorhanden; hier findet man unter anderem Bowlingbahn, Fitnessstudio mit Sauna, Spielothek und Diskothek.

## Weinbau

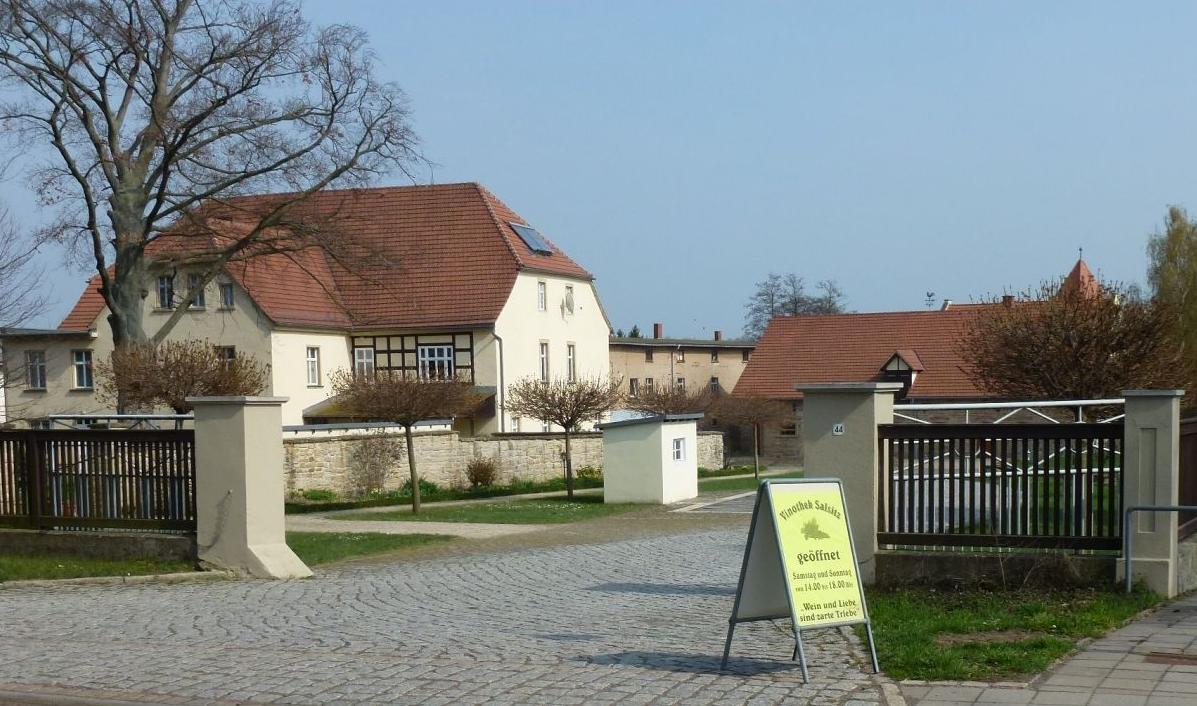
Vinothek Salsitz

In Elstertal bei Salsitz liegt der Weinberg „Salsitzer Englischer Garten“ mit einer Vielzahl von Rebsorten. Hier gedeihen an Südhängen z. B. Dornfelder, Bacchus, Kerner, Ortega und Müller-Thurgau.
Einen Blick auf die Weinberge hat man von Raba aus. In der Vinothek Salsitz können einheimische Weine verkostet und gekauft werden.

## Verkehr
Direkt durch das Gemeindegebiet verläuft die Bundesstraße 180, die von Zeitz nach Naumburg (Saale) führt. Die Bahnanbindung (Bahnstrecke Zeitz–Camburg) wurde 1998 eingestellt.

## Persönlichkeiten
- Christian Schumann (1681–1744), Kirchenlieddichter, war von 1721 bis 1736 Pfarrer in Döschwitz und Kirchsteitz